# Eriopyga viuda
Eriopyga viuda là một loài bướm đêm trong họ Noctuidae.